# Burg Brie-Comte-Robert

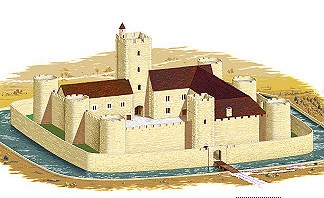
Rekonstruktionszeichnung, Zustand im 12. Jahrhundert

Die Burg von Brie-Comte-Robert, einer französischen Gemeinde im Département Seine-et-Marne in der Region Île-de-France, wurde Ende des 12. Jahrhunderts errichtet. Sie ist die Ruine einer Wasserburg und seit 1925 ein geschütztes Baudenkmal (Monument historique).

## Geschichte
Im Jahr 1152 erhielt Robert I., Comte de Dreux, als Apanage von seinem Vater Ludwig VI. Dreux und Brie-Comte-Robert. Er ließ die rechteckige Burg errichten, die eine gleiche Seitenlänge von jeweils 55 Metern besitzt. Sie ist von einem Wassergraben umgeben und war mit vier Ecktürmen und vier weiteren Türmen an den Zugängen und an der Ost- und Westmauer versehen (siehe Rekonstruktionszeichnung).
Im 14. Jahrhundert lebte Johanna von Évreux, die Witwe von Karl IV., in der Burg, wo sie 1371 starb. Sie ließ die Burg vergrößern und im Turm Saint-Jean eine Kapelle einrichten. Danach wohnte Louis de Valois, der Bruder des französischen Königs Karl VI., in der Burg.
Während des Hundertjährigen Krieges wurde die Burg mehrmals von den Engländern belagert und eingenommen.
Ab dem 15. Jahrhundert wohnten verdiente Adelige in der Burg, die zur Krondomäne gehörte. Im 18. Jahrhundert wurde die Burg nur noch teilweise genutzt und verfiel immer mehr. Nachdem im 19. Jahrhundert in der Burg moderne Einbauten errichtet wurden, kaufte die Gemeinde 1923 das gesamte Anwesen und der Staat stellte es unter Denkmalschutz.

## Renovierung
Seit über 30 Jahre bemüht sich der Verein Les Amis du Vieux Château um die Reste der Burg, deren Restaurierung nahezu abgeschlossen ist. Im Innenhof befindet sich ein neuer Museumsbau, in dem die Geschichte der Burg anhand von Funden und Zeichnungen erläutert wird.